# Софонизба
Софонизба и Софонисба, понякога и Софониба (на старогръцки: Σοφόνισβα и Σοφόνιβα; на пунически: 𐤔‏𐤐‏𐤍‏𐤁‏𐤏‏𐤋‏ или Сафанбаал) е картагенска принцеса, дъщеря на Хасдрубал Гискон.
Епическата ѝ любовна история за нейната гибел е преразказана от почти всички класически антични автори като Полибий, Тит Ливий, Диодор Сицилийски, Апиан и Дион Касий, а нейният портрет е изобразяван от почти всички най-известни ренесансови художници, чиито картини красят най-известните световни галерии.
Масиниса в годините, когато е отглеждан и възпитаван в пунически Картаген, се запознава със Софонизба. Баща ѝ дава съгласието си за брака с източнонумидийския престолонаследник, с когото тя се сгодява. Независимо от това, когато пуническата политика изисква завой, Хасдрубал, воден от държавнически интереси, я омъжва за западнонумидийския цар Сифакс. Масиниса, дълбоко обиден и огорчен от пуническата вярност, става пръв римски съюзник и подпомага римляните в решителната за пуническите войни битка при Зама.
Предходно Сифакс попада в римски плен и е предвидено да премине окован във вериги и в решетка по Виа Сакра, за да бъде екзекутиран на тарпейската скала. Софонисба среща случайно в римски плен и лагер бившия си годеник и падайки на колене го моли да я спаси и да я измъкне от ръцете на римляните. Масиниса приема да се ожени за нея с надеждата, че това ще помогне.
Когато Сципион Африкански разбира за брака по сметка, изразява категоричното си несъгласие с постъпката на Масиниса. Все още впечатленият от картагенската красота нумидиец, желайки да спести на бившата си изгора позора, ѝ донася чаша с отрова, която Софонисба изпива до дъно.
Тази легендарна история е една от любимите в изкуството, но надали е напълно вярна. Сюжетът ѝ е вдъхновил не един майстор на драмата като Джорджо Тризино, който през 1524 г. ѝ посвещава своя трагедия, последвана от пиесите на Пиер Корней и Волтер.
Драмата на Софонисба е пресъздадена и първия пеплум „Кабирия“ (1914), който излиза в навечерието на Първата световна война.